# 眠れない夜はあなたと
『眠れない夜はあなたと』（ねむれないよるはあなたと、原題：Speechless）は、1994年制作のアメリカ合衆国のロマンティック・コメディ映画。日本では1996年4月1日公開。

## あらすじ
ある日、コンビニで睡眠薬を取りあいになったのがきっかけで、1組の男女ケヴィンとジュリアが出会った。実は2人には共通点があった。2人とも職業は政治家のスピーチライターで、不眠症だった。睡眠薬を取りあいになったのも、不眠症持ちだったからだ。
たちまち恋に落ちる2人であったが、2人がスピーチライターを担当している政治家は同じ選挙区で争っていた。それを知った2人の関係は一転気まずくなり、やがて険悪になっていく。

## キャスト
※括弧内は日本語吹替。
- ケヴィン・ヴァリック：マイケル・キートン（富山敬）
- ジュリア・マン：ジーナ・デイヴィス（佐々木優子）
- ボブ“バグダッド”・フリード：クリストファー・リーヴ（中田和宏）
- アネット：ボニー・ベデリア
- ベントゥーラ：アーニー・ハドソン（荒川太郎）
- クラッツ：チャールズ・マーティン・スミス
- カトラー：ゲイラード・サーテイン
- ガーヴィン：レイ・ベイカー（池田勝）
- ロイド・ワナメイカー：ミッチ・ライアン（岡部政明）
- ディック：ウィリー・ガーソン
- ポール・レイザー
- リチャード・ポー
- ハリー・シェアラー
- スティーヴン・ライト
- ピーター・マッケンジー
- トラックドライバー：トニー・ジェナロ